# Сериков, Артём Андреевич
Артём Андре́евич Се́риков (род. 28 декабря 2000, Мытищи, Московская область) — российский хоккеист, защитник «Нефтехимика». Мастер спорта России (2024).

## Карьера
Сериков родился в подмосковных Мытищах, а начал заниматься хоккеем в ДЮСШ ХК «Дмитров». Длительное время хоккеист выступал за московскую школу «Белые медведи», в составе которой дебютировал на уровне открытого чемпионата Москвы среди юношей своей возрастной категории.
Свой первый профессиональный контракт подписал с клубом МХЛ «Капитан» из подмосковного Ступино, в составе которого дебютировал на профессиональном уровне в сезоне 2017/18. В своём следующем сезоне Сериков перешёл в другой клуб из Молодёжной хоккейной лиги, столичные «Крылья Советов». Сезон 2019/20 начал в составе клуба-новичка МХЛ, китайского «ОЭРДЖИ Юниор», в котором проиграл до ноября 2019 года, после чего перешёл в систему московского «Спартака», выступающего в КХЛ, подписав трёхсторонний контракт и заканчивал сезон в молодёжной команде красно-белых «МХК Спартак». Летом 2020 года Сериков попал в список основной команды «Спартака» для подготовки к новому сезону, принимал участие в контрольных матчах, а также выступил на Кубке мэра Москвы. 3 сентября 2020 года в гостевой игре против ярославского «Локомотива» дебютировал в КХЛ, проведя на площадке 14 смен. 10 ноября 2020 года в матче против ЦСКА (4:3 ОТ) забросил свою первую шайбу в КХЛ.
10 августа 2021 года подписал контракт с клубом представляющий лигу АХЛ — «Чикаго Вулвз». В сезоне 2021/22 набрав восемь (2+6) очков и показатель полезности «+11» за 42 матча в АХЛ. 9 июня 2022 года вернулся в «Спартак», заключив двусторонний контракт. 2 мая 2023 года в результате обмена стал игроком «Нефтехимика».